# Atlantis (série de jeux vidéo)
Pour les articles homonymes, voir Atlantis.
Atlantis est une série de jeux vidéo d'aventure entamée par le studio français Cryo Interactive en 1997 avec Atlantis : Secrets d'un monde oublié et comprenant au total cinq titres ayant pour thème commun l'exploration ou la recherche du continent mythique de l'Atlantide.

## Histoire éditoriale de la série

### Studios de développement: de Cryo à A.I.E.
Les trois premiers Atlantis (Atlantis : Secrets d'un monde oublié, Atlantis II, Atlantis III : Le nouveau monde) sont publiés par le studio français Cryo Interactive entre 1997 et 2001. En 2002, la faillite de Cryo paraît devoir mettre un terme à la série. En novembre 2003, un groupe d'anciens développeurs de Cryo ayant notamment travaillé sur les premiers Atlantis fonde le studio Atlantis Interactive Entertainment (A.I.E.) avec la volonté de relancer la série sur de nouvelles bases. Deux nouveaux titres sont publiés, le dernier étant The Secrets of Atlantis : L'Héritage sacré en 2007. Atlantis Interactive Entertainment ferme en mai 2007, marquant l'arrêt définitif de la série.

### Rachats de la franchise et commercialisation des titres
Les trois premiers Atlantis sont édités et distribués par Cryo Interactive. Après la fermeture de Cryo, le studio est racheté par une de ses anciennes filiales, DreamCatcher Interactive, qui commercialise de nouveau les Atlantis et publie Atlantis Redux, une adaptation d’Atlantis III : Le Nouveau monde pour téléphones mobiles. Les deux titres développés par A.I.E., Atlantis Evolution (2004) puis The Secrets of Atlantis : L'Héritage sacré (2007), sont édités par DreamCatcher Interactive via sa branche The Adventure Company (le second titre est distribué en Europe par Nobilis).
Après la fermeture d'A.I.E., Microïds rachète l'ensemble des anciens titres de Cryo Interactive en 2008 et commercialise de nouveau les quatre premiers titres. The Adventure Company, de son côté, distribue toujours Atlantis Redux et The Secrets of Atlantis : L'Héritage sacré.

## Principe de jeu
Les cinq jeux fonctionnent sur le même principe : il s'agit de jeux d'aventure à la première personne pour un seul joueur, dans lesquels le joueur explore des environnements en 3D, interagit avec les personnages, manipule des objets et résout des énigmes pour progresser dans l'histoire. Les Atlantis se distinguent d'autres titres du même genre comme Myst par le fait que l'environnement n'est pas constitué d'images par défaut statiques, mais permet au joueur de regarder dans toutes les directions à 360°. Le curseur reste au centre de l'écran et c'est l'environnement qui défile lorsque le joueur déplace la souris (ou appuie sur les flèches de la manette).

## Univers et histoire

### Les trois premiersAtlantiset le roman de Bordage
Les trois premiers Atlantis développent le même univers et forment une intrigue d'ensemble cohérente. Dans cet univers, l'Atlantide existe et développe dès la Préhistoire une civilisation raffinée à la technologie avancée. La technologie atlante est caractérisée par d'élégants vaisseaux volants en forme de barques de bois dotées de mâts latéraux ; les vaisseaux tirent leur énergie de cristaux qui leur permettent de générer des « voiles » immatérielles autour de leurs mâts lorsqu'ils s'envolent. Les intrigues des trois jeux se déroulent à des époques très éloignées les unes des autres : Atlantis : Secrets d'un monde oublié se déroule pendant la Préhistoire, Atlantis II en 1054 apr. J.-C. et Atlantis III : Le nouveau monde en 2020. Les personnages principaux sont différents. Mais les trois jeux partagent les références à la même vision de l'Atlantide, dont les vaisseaux volants apparaissent ponctuellement, au moins sous forme de références indirectes. Le roman de Pierre Bordage Atlantis, les fils du rayon d'or, réalisé sur commande peu après la sortie d’Atlantis : Secrets d'un monde oublié, se déroule avant l'histoire principale de ce jeu, dont il met en place les ressorts dramatiques.

### Les quatrième et cinquièmeAtlantis
En 2004, Atlantis Evolution marque la volonté des développeurs de démarrer un univers différent, quoique reprenant le même thème : le jeu ne fait plus référence aux titres précédents et la technologie des Atlantes n'y prend plus la même forme.